# 三和町 (蕨市)

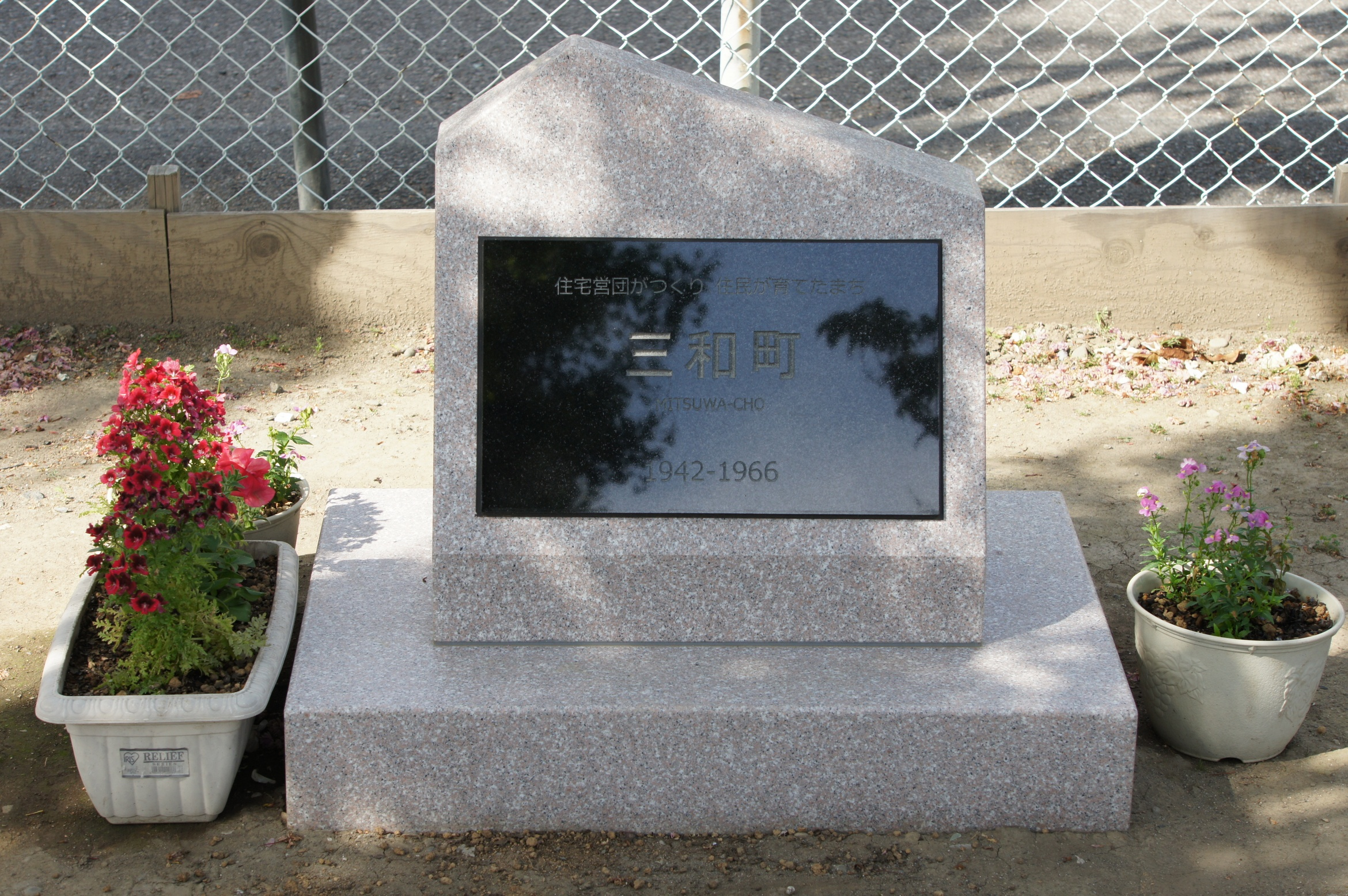
三和町記念碑

三和町（みつわちょう）は、埼玉県蕨市大字蕨、大字塚越に跨って存在した通称町名。1966年（昭和41年）10月1日の住居表示実施時に廃止されたが、現在も公園や道路、橋などの名前で残されている。

## 地理
かつての蕨市大字蕨、大字塚越の各一部に跨って存在した。現在の蕨市南町二・三丁目の各一部に当たる。埼玉県蕨市にある郊外住宅地として、1942年から1943年にかけて、当時の住宅営団の手により、陸軍の官舎および造兵廠・被服廠などの軍需工場で働く労務者用借家の住宅地として建設された。現在では建設当初に比し緑豊かな戸建住宅地へと変化を遂げている。

### 河川
- 緑川 - 旧鬼沢用水。昔は荒川旧堤まで桜並木があった。水は綺麗でウナギ、コイ、ドジョウ、ナマズ、シジミを取ることができた。

### 名所
- 南町桜並木 - 旧三和町用水。1956年（昭和31年）に住民達の寄付金により、三和町用水両側にソメイヨシノ250本が植えられた。現在は用水に蓋がされ遊歩道になっている。1970年（昭和45年）から毎年桜まつりが開催されている。蕨駅西口駅前広場のケヤキは、元はこの桜並木にあった。

## 歴史
かつて当地は、入間川（現在の荒川）によって形成された後背湿地であった。1937年（昭和12年）5月8日に、隣接する北足立郡戸田村が3年後に開催予定の東京オリンピックのボート競技会場に決定すると、ボートコース開削によって出る大量の土で当地の湿地を埋め立てることに決まった。
この造成工事にあたり、県内で労働者を募集したが20名に満たず、浦和刑務所から受刑者を動員し、埋め立てが行われた。埋め立ては工事現場から線路を敷き、蒸気機関車に引かれたトロッコで土を運ぶという方法で行われた（この線路は営団住宅建設後も、現在の南町コミュニティーセンター西側道路に、しばらく残っていたという）。
その後、日中戦争のためオリンピックは中止になったが工事は続行され、1940年（昭和15年）にボートコースは竣工した。しかし、当地の湿地の埋め立ては完了していなかったらしく、現在の蕨市立第一中学校付近は湿地のままだった（後に、報国農場として使われる）。
戦争が激化するにつれ、軍需産業の労働力確保が問題になった。そのため政府は、1941年（昭和16年）に住宅営団を設立した。その第1期事業として、当地に約880戸の営団住宅を建設した。また、住宅営団は、この住宅団地の大半が蕨町大字蕨字穂保作（ほぼさく）に所属していたことから、蕨穂保作住宅と名付けた。
1943年（昭和18年）になると、住民は、ここが蕨町大字蕨字穂保作、大字塚越大荒田、戸田町大字下戸田字後の3つの地域に跨るということから「三和町」と名付け、蕨町に届けた。以降、1966年（昭和41年）の住居表示実施時に南町二・三丁目の一部に組み込まれるまで使用された。
戦時期に防空空地に指定され、宅地はこれを活用して建設された。宅地の設計では、職場である軍需工場と住宅地で生活完結するよう管理事務所、集会所、配給所、浴場、商店、郵便局などもセットで設置される配慮がなされた。営団は当時の防空法に則り開発を行っていて、主要通りに街路樹を防火用の植樹道路にし、11の小住区それぞれ中央のオープンスペースに防火空地を計画し設置したほか、北側と南東の各ブロックの2戸1住宅配置で南北2棟の4戸でひとまとまりとして計画しその街区の中心には共同井戸が設けられている。戦時下という背景もあり、住民らが生活物資配給や防空、軍事の訓練など、当時の隣組活動を行うため班・隣組単位の居住者組織を結成、相互扶助で成立するこうした戦時共同体形成は当初から実際に住む住民主体での地域コミュニティを生む。空地は食糧確保の畑としても活用され、さらに訓練場としても使用された。住宅棟に関しては既に物資不足が深刻化しており、開発事業後期に建設された住宅では下見板の壁に杉板を使用し、雨樋に竹が使われているなどの建築資材の質低下がみられるが、当時の営団の標準設計に則る戸建および2戸1住宅886戸を、2年という短期間で建てていく。こうして防空防火用の緑や空地の多い街と共同生活の場としての街区を持ち合わせ、他の郊外住宅地には見られない豊かさを持つ住宅地が誕生した。
戦後には居住者らが借家人組合を結成して入居当初からの連帯感を継承し、1952年（昭和27年）には払い下げ運動を起し交渉の末に宅地の払い下げを実現させた。戦後しばらくの間は共同井戸が活用され、子どもたちは自由に街区の内側を通りぬけていたという。しかし、1957年に水道が引かれると、共同井戸は役目を終えた。 
1960年（昭和27年）ごろから早くも建て替えが行われ、敷地中央北寄りから最大限の床面積を持つ戸建て住宅が建設されていった。 コミュニティのまちづくり活動は、特にオープンスペースのあり方が変容してきた。 
畑化した空地は戦後の1947年（昭和22年）に地区の青年団の尽力で早くも児童公園を誕生させ、1953年（昭和28年）に自治会が中心となって公園に遊具を設置。1964年に今度は婦人会が児童公園を整備した。

### 町名の由来
当地が蕨町大字蕨字穂保作、大字塚越大荒田、戸田町大字下戸田字後の3つの地域に跨ることから「三和町」とした。

### 沿革
- 1941年（昭和16年） 住宅営団が設立される。穂保作で建設開始。
- 1942年（昭和17年） 営団住宅への入居が始まる。
- 1945年（昭和20年）4月13日 アメリカ軍のB-29に空襲を受ける。88戸が全焼。乳児1人死亡。
- 1959年（昭和34年）4月1日 蕨市が市制施行。
- 1966年（昭和41年）10月1日 住居表示施行と同時に消滅。
- 2015年（平成27年）3月8日 三和町記念碑が三和公園に建立。

## 施設
- 三和稲荷神社 - 元は当地の地主が持っていた稲荷社で、農耕の神として信仰されていた。住宅ができてからは三和稲荷神社として、町の守り神となった。戦時中は当地から徴兵された多くの人々の壮行会場になった。